# Puerto Moral
Puerto Moral település Spanyolországban, Huelva tartományban. Puerto Moral Aracena, Corteconcepción és Zufre községekkel határos. Lakosainak száma 280 fő (2024).

## Népesség
A település népessége az utóbbi években az alábbiak szerint változott:
| Lakosok száma | 250  | 258  | 272  | 272  | 272  | 289  | 286  | 282  | 281  | 280  |
|               | 2001 | 2004 | 2006 | 2009 | 2011 | 2014 | 2016 | 2019 | 2021 | 2024 |